# SDI Múnich
El SDI München es una escuela de traducción e interpretación privada y estatalmente reconocida, un centro de formación profesional de idiomas y, desde 2007 es, además, la entidad responsable de la Universidad de Lenguas Aplicadas del SDI.

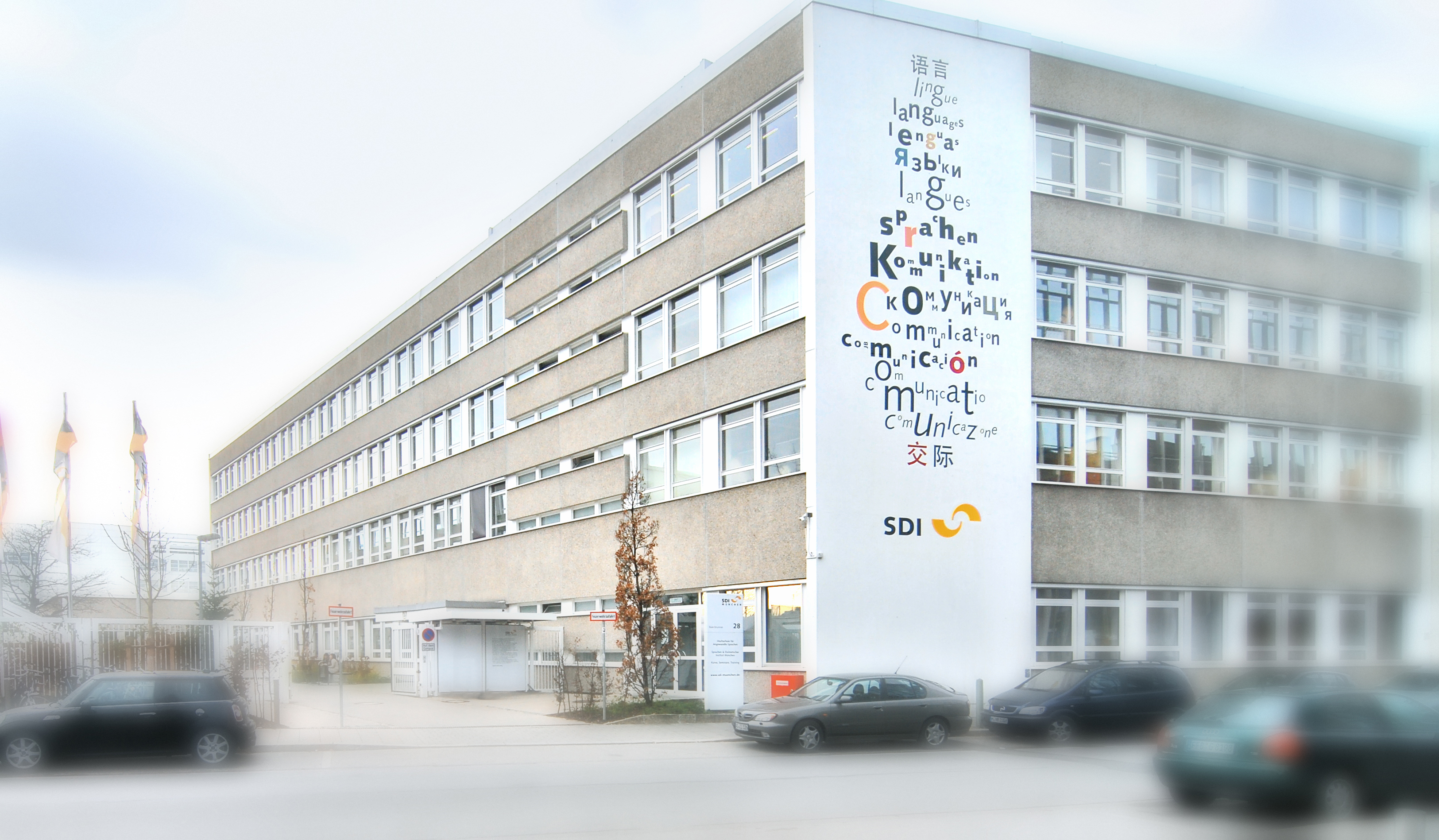
Edificio.

## Historia

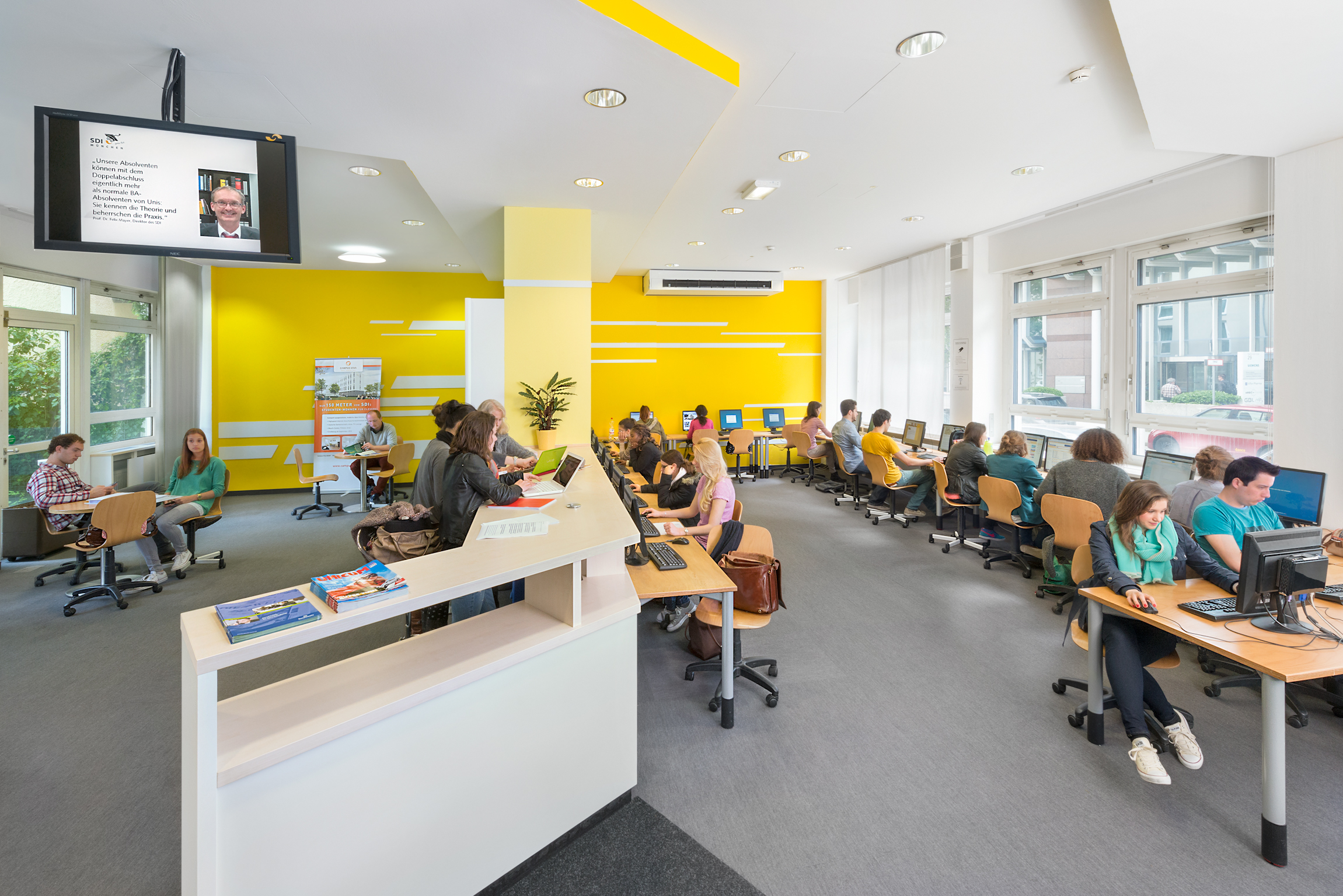
Vista interior de uno de los edificios.

En 1951, nueve jóvenes traductores e intérpretes fundaron en Múnich un centro de enseñanza orientado a la práctica con la ayuda de la Asociación Alemana de Traductores e Intérpretes. La entidad responsable de este instituto privado fue una asociación sin ánimo de lucro denominada Sprachen- und Dolmetscherinstitut München. En el semestre del verano de 1952, Antoine Vellemann fue elegido presidente del SDI. La actividad docente se inició el 1 de marzo, con alrededor de cincuenta estudiantes con clases en inglés, francés y español. Paul Schmidt fue director del SDI entre 1952 y 1967, apellido por el que durante muchos años se conocería el SDI como Escuela Schmidt. El Dr. Schmidt hizo de este centro de enseñanza una prestigiosa cuna de traductores e intérpretes en la República Federal de Alemania.[cita requerida]
En 1970, el SDI München se mudó de su sede en la Amiraplatz a la Amalienstraße 73. El SDI obtuvo la homologación en 1987; en 1995, el reconocimiento de Bruselas para participar en el programa Erasmus. En pocos años, el SDI colaboraría con 29 universidades en 7 países. El Dr. Felix Mayer fue elegido director en 2000, cargo que ostenta hasta hoy. En el 50.º aniversario, celebrado en 2002, el centro contaba con 100 profesores de 23 países y 800 estudiantes. La Universidad de Lenguas Aplicadas del SDI "Hochschule für Angewandte Sprachen” se inauguró en 2007 y ofreció por primera vez la posibilidad de conseguir un título académico en el SDI. El último traslado tuvo lugar en 2011 al barrio muniqués de Obersendling, a la Baierbrunnerstraße 28.

## Universidad de Lenguas Aplicadas

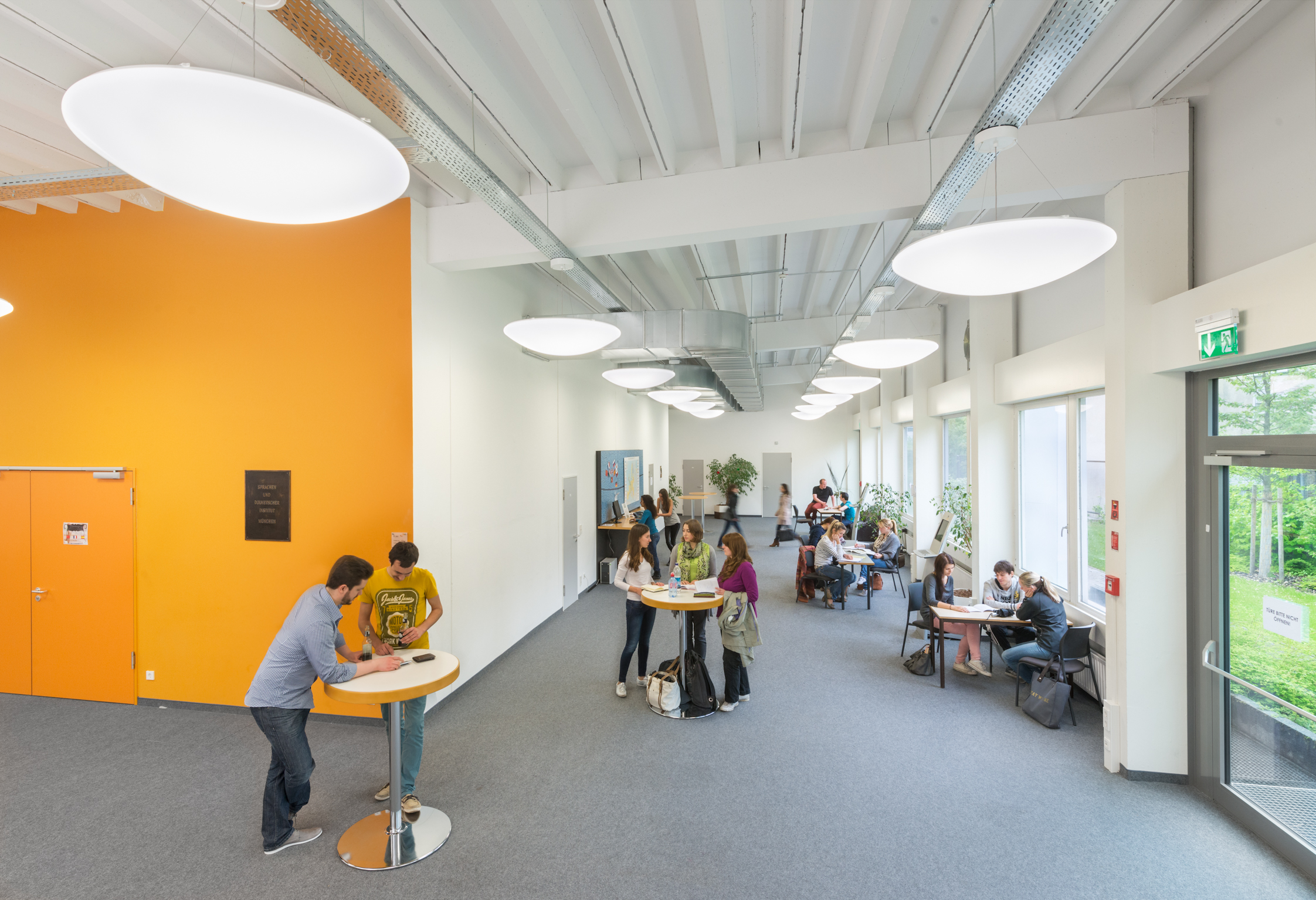
Zona común.

La Universidad de Lenguas Aplicadas del SDI ofrece siete títulos de grado y máster acreditados y cuenta con especialidades como los idiomas, la economía, los medios de comunicación y la traducción técnica. 
La especialidad en comunicación económica es una de ellas y trata de formar al estudiante en competencias lingüísticas y económicas interculturales de cara a un trabajo en el ámbito internacional. 
La oferta abarca diferentes áreas específicas:
- Especialidad de comunicación económica internacional con el título de grado enfocados a dos idiomas siendo uno de ellos el inglés o uno para el ámbito económico chino, así como el máster en comunicación y moderación intercultural en la economía (también como módulo).
- Especialidad de comunicación intercultural tanto como título de grado (en el que se hace hincapié en la formación del estudiante en los medios tecnológicos de la comunicación) o de máster.
- Especialidad de traducción con el título de grado de traducción de chino, así como un doble grado de traducción (con dos idiomas) y la preparación para el examen estatal y un máster en interpretación.

En la universidad, el estudio de idiomas se orienta a la gestión de negocios o la tecnología y los medios de comunicación Know-how, así como se procura hacer de manera intercultural. 
La docencia se imparte dirigida a un ambiente de trabajo en grupo y a una preparación para todos los ámbitos laborales que requieren multilingüismo profesional.

## Escuela de Traducción e Interpretación

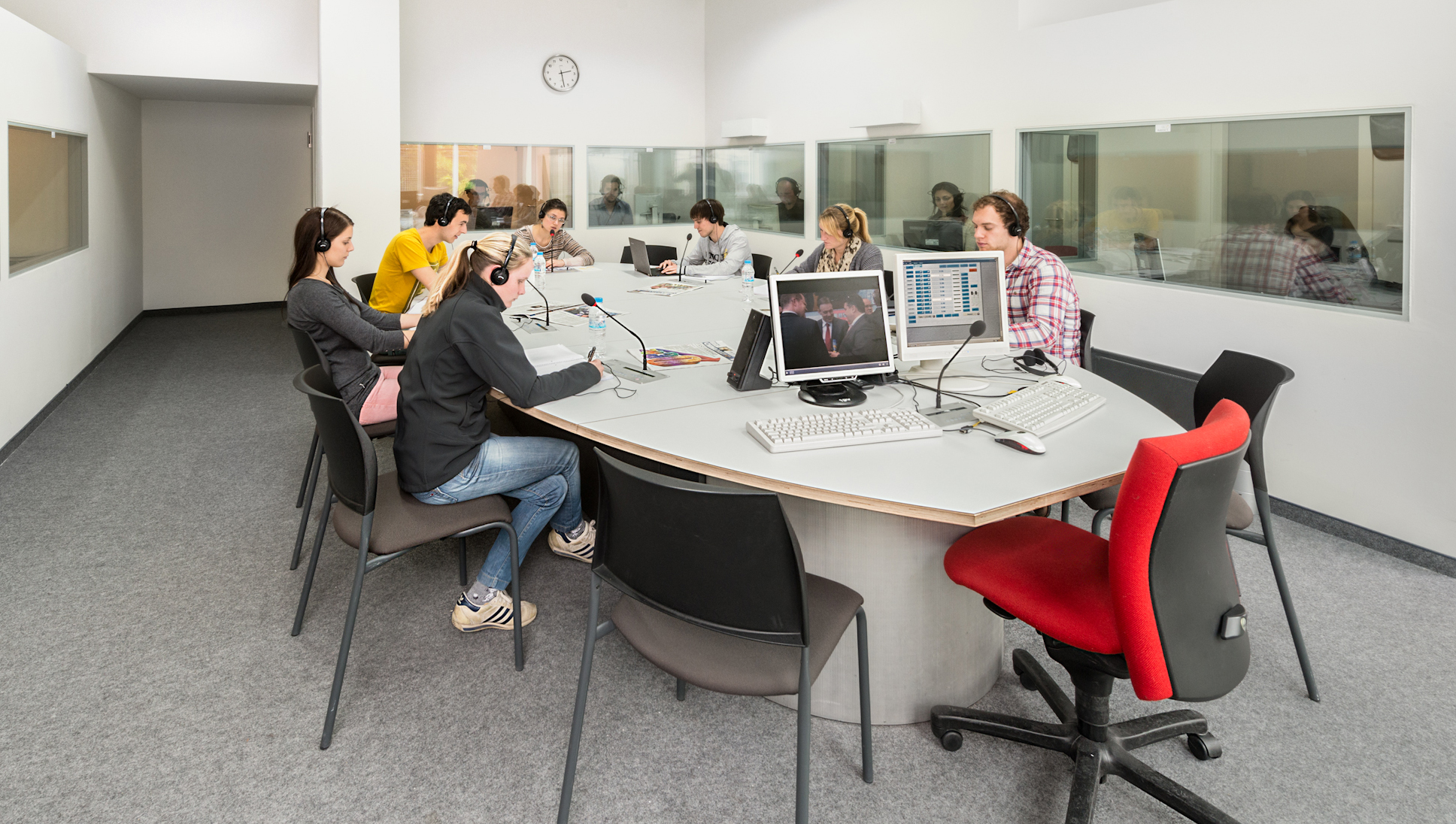
Aula.

La Escuela de Traducción e Interpretación (FAK, en sus siglas en alemán) está estatalmente reconocida y ofrece una formación profesional superior como traductor e intérprete orientada a la práctica y al mercado. Después de tres años (con los conocimientos previos necesarios se requieren incluso solo dos años) se hace un examen estatal. También existe la opción de realizar el examen externo para la obtención de la doble titulación cursando un semestre adicional para obtener un título de grado universitario con posibilidad de hacer un máster universitario u otra carrera.
Los idiomas ofertados en la FAK son alemán, inglés, español, italiano, francés y ruso. Las especialidades que abarca son Ciencias Naturales, Técnica, Economía y Derecho.
El SDI participa en el programa Erasmus y coopera con otras universidades europeas y españolas, entre las que cabe mencionar: Universidad de Alicante,Universidad de Alfonso X el Sabio Archivado el 21 de mayo de 2015 en Wayback Machine., Universidad Complutense de Madrid, Universidad de Alcalá, Universidad de Córdoba, Universidad de Granada, Universidad de Salamanca , Europea de Valencia (enlace roto disponible en Internet Archive; véase el historial, la primera versión y la última)., Universidad Pablo de Olavide, Universidad de Huelva y Universitat de Barcelona.

## Centro de Formación Profesional

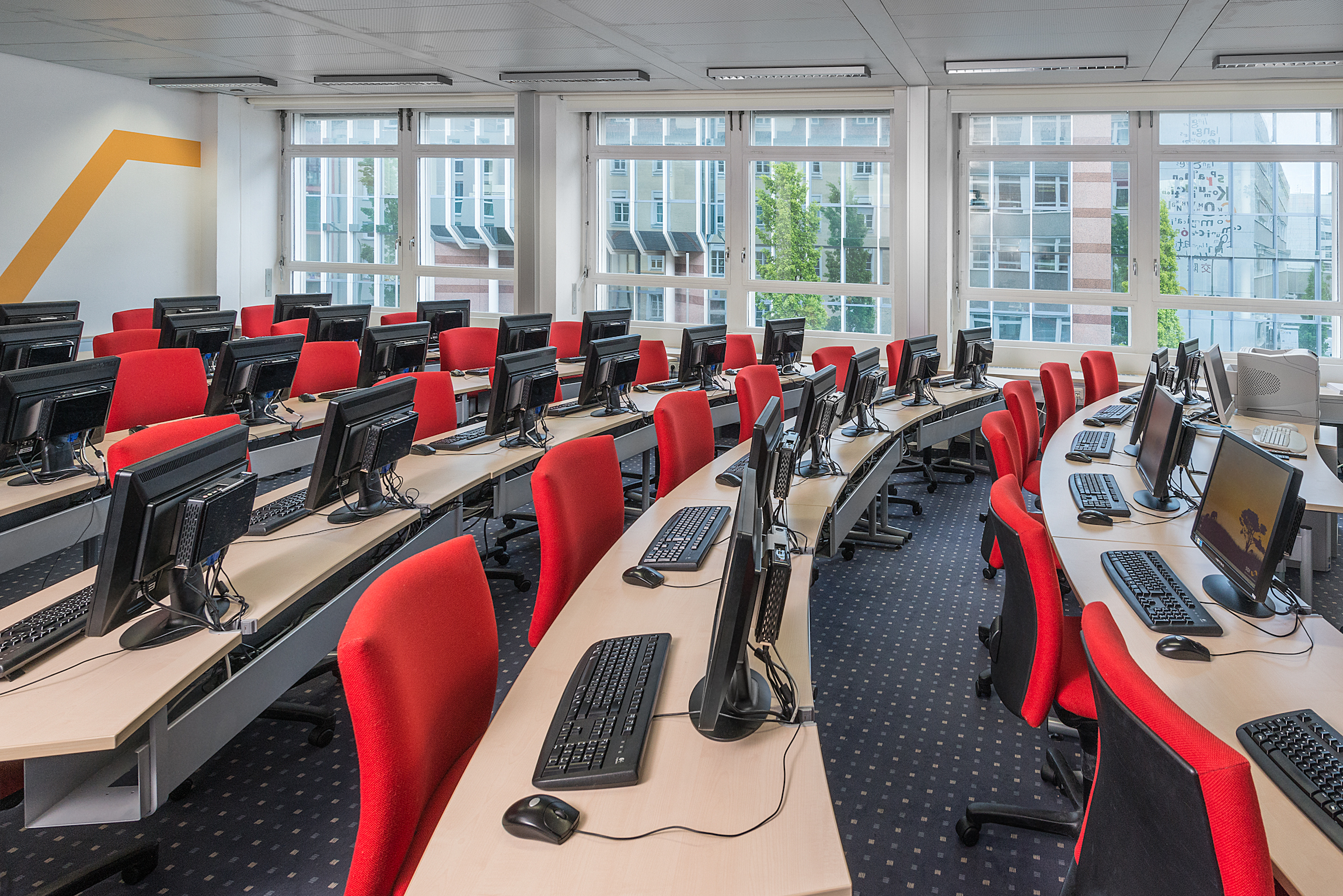
Aula.

El Centro de Formación Profesional del SDI München (BFS, en sus siglas en alemán) ofrece durante dos años una formación en los siguientes idiomas: alemán, francés, inglés, español y ruso.
El aprendizaje del idioma se complementa con conocimientos en los campos de la economía y de la técnica, así como con conocimientos culturales e interculturales de los diferentes países. 
Después de la BFS
Tras finalizar los estudios en el Centro de Formación Profesional del SDI München, se puede continuar con la preparación académica o acceder al mundo laboral. 
1. Para continuar con la preparación académica
  1. Escuela de Formación Profesional Superior: los estudiantes con la "Mittlere Reife" (grado de enseñanza media obtenido en la Realschule) pueden entrar a la BOS después de haber terminado los estudios en la BFS del SDI München, donde puede conseguirse el título de la selectividad.
  2. Escuela de Traducción e Interpretación: aunque normalmente es necesario tener la selectividad para entrar en la FAK, los estudiantes de BFS, aunque no tengan ese título, están autorizados a entrar en la FAK y así empezar su formación universitaria. Después de haber terminado la FAK, los estudiantes obtienen el título de traductor con diploma oficial y, adicionalmente, el de intérprete con diploma oficial. Finalmente, también puede realizarse el examen externo para la obtención de la doble titulación, conseguir el título universitario de grado y continuar la carrera universitaria hasta obtener un máster.
2. Para acceder al mundo laboral

Entre las salidas profesionales se encuentran compañías aéreas, bufetes de abogados, departamentos de importación y exportación de industrias en empresas comerciales, de turismo y transporte, por ejemplo, como secretario o auxiliar administrativo con conocimiento de idiomas.

## Alemán como lengua extranjera
El SDI München ofrece cursos de alemán como lengua extranjera que abarcan el conocimiento del idioma tanto a nivel coloquial como profesional. Antes de iniciar un curso, se evalúan los conocimientos de cada estudiante. El instituto también diseña cursos de alemán y de competencia intercultural para empresas y organizaciones en Alemania, que pueden tener lugar en las propias oficinas o sedes correspondientes. Entre las empresas que han participado en esos cursos se encuentran Siemens AG, Deutsche Telekom y Robert Bosch GmbH.
Los cursos de alemán se ajustan a lo establecido en el Marco Común Europeo de Referencia para las lenguas, que comprende desde el nivel básico (A1/A2) hasta los niveles intermedio (B1/B2) y avanzado (C1). Asimismo, entre sus cursos se encuentran los de preparación para TestDaF/DSPII Archivado el 22 de mayo de 2015 en Wayback Machine..

## Seminarios
La oferta de seminarios del SDI comprende:
- Seminarios de expertos: los seminarios de expertos abarcan temas como textos publicitarios, páginas web y textos en línea, interfaz de la redacción y traducción técnica, traducción automática y postedición, documentación técnica en alemán, documentación técnica en inglés y gestión de tiempo, autogestión y de equipo, entre otros.

- Prácticas de películas y traducción: la serie de prácticas del SDI Múnich les brinda a traductores con experiencia y a principiantes la oportunidad de ampliar sus conocimientos.

- Transcripción de audio a texto: el SDI, junto con el centro superior de enseñanza GIB, ofrece seminarios de transcripción de audio a texto que se dedican a apoyar la comunicación de las personas con discapacidad auditiva en su educación y también en el trabajo.

- Cursos de idiomas: el SDI ofrece cursos intensivos de idiomas para particulares y para empresas, tanto en el ámbito personal como en el profesional.

- Capacitación intercultural

- Seminarios interculturales

## Directores
- Antoine Velleman (1952)

- Paul-Otto Schmidt (1952–1967)

- Günther Haensch (1967–1969)

- Alexander Lane (1969–1974)

- Heinz Graf (1974–1993)

- Ulrich Daum (1993–2000)

- Felix Mayer (desde 2000)

## Alumnos célebres
- Carl Amery
- Silvia de Suecia